# La Alameda (El Salto)
La Alameda es una localidad del estado mexicano de Jalisco. Es parte del municipio de El Salto.

## Demografía
| Censo | Población |
| ----- | --------- |
| 2000  | 191       |
| 2010  | 4 554     |
| 2020  | 4 619     |